# إيلزي هاتينغ
إيلزي هاتينغ (بالإنجليزية: Ilze Hattingh)‏ مواليد 22 أبريل 1996 في ديربان، هي لاعبة كرة مضرب جنوب أفريقية وتحتل حالياً المرتبة رقم. 691 (27 يوليو 2015) في تصنيف رابطة محترفات كرة المضرب. أعلى تصنيف لها في الفردي كان المركز الـ 599 في سنة 2015. أعلى تصنيف لها في الزوجي كان المركز الـ 405 في سنة 2015.

## النهائيات

### الفردي: 2 (1–1)
| الحصيلة | الرقم | التاريخ      | الدورة                        | الأرضية  | المنافس            | النتيجة  |
| ------- | ----- | ------------ | ----------------------------- | -------- | ------------------ | -------- |
| الفوز   | 1.    | 8 يونيو 2014 | صن سيتي، جنوب أفريقيا         | صلبة (o) | كلوثيلد دي برناردي | 6–1, 6–3 |
| الوصافة | 1.    | 5 يوليو 2015 | لا بوسسيون، لا ريونيون، فرنسا | صلبة     | ماري بوزكوفا       | 2–6, 3–6 |

## روابط خارجية
- إيلزي هاتينغ على موقع رابطة محترفات التنس (الإنجليزية)
- إيلزي هاتينغ على موقع الاتحاد الدولي لكرة المضرب (الإنجليزية)
- إيلزي هاتينغ على موقع كأس بيلي جين كينغ (الإنجليزية)
- إيلزي هاتينغ على موقع خلاصة التنس.كوم (الإنجليزية)
- إيلزي هاتينغ على موقع إي إس بي إن.كوم (الإنجليزية)